# Эскуинтла (Чьяпас)
Эскуинтла (исп. Escuintla) — город в Мексике, штат Чьяпас, входит в состав одноимённого муниципалитета и является его административным центром. Численность населения, по данным переписи 2020 года, составила 10 624 человека.

## Общие сведения
Название Escuintla с языка науатль можно перевести как — собачье место.
Поселение было основано в 1486 году ацтеками во главе с Тильтотлем, который был послан императором Ауисотлем для завоевания региона Соконуско. В этот посёлок переселялись жители местных деревень.
В 1611 году была проведена перепись, в которой указано о 110 местных жителях.
31 июля 1976 года Эскуинтла получила статус города.

## Демография
| Год  | Численность | Численность |
| ---- | ----------- | ----------- |
| 1611 | 110         | [ 5 ]       |
| 1990 | 7392        | [ 5 ]       |
| 1995 | 8338        | [ 5 ]       |
| 2000 | 8292        | [ 5 ]       |
| 2005 | 8691        | [ 6 ]       |
| 2010 | 9570        | [ 7 ]       |
| 2020 | 30 896      | [ 8 ]       |